# Ingegerd Alberts
Ingegerd Tusti Alberts, född Mellin 22 maj 1918 i Lundby församling i Göteborg, död 9 oktober 2014 i Annedals församling i Göteborg, var en svensk textilkonstnär och målare.
Ingegerd var dotter till sjökapten Gilbert Mellin och Elisabeth Mellin, född Sjölund. Alberts studerade vid Konstindustriskolan i Göteborg och Hovedskous Målarskola samt vid Konstakademien i Stockholm och slutligen vid Valands målarskola i Göteborg. Som konstnär har hon förutom målningar varit verksam som skulptör, textilkonstnär och mönsterformgivare för industrin med tapeter, vaxdukar och textilmönster. Alberts är representerad vid Västmanlands läns landsting. Hon är gravsatt på Östra kyrkogården i Göteborg.